# Pedosî, Hmelnîțkîi
Pedosî (în ucraineană Педоси) este localitatea de reședință a comunei Pedosî din raionul Hmelnîțkîi, regiunea Hmelnîțkîi, Ucraina.

## Demografie
Componența lingvistică a localității Pedosî
     Ucraineană (96,97%)
     Rusă (3,03%)
Conform recensământului din 2001, majoritatea populației localității Pedosî era vorbitoare de ucraineană (96,97%), existând în minoritate și vorbitori de rusă (3,03%).